# Туган-Мірза-Барановський Давид Іванович
Давид Іванович Туган-Мірза-Барановський (1881—1941) — російський військовик, офіцер Російської Імператорської армії, генерал-майор, учасник Білого руху.

## Біографія
Давид Іванович походив із давнього роду польсько-литовських татар. Мусульманин. Син генерал-майора. Закінчив Петровський Полтавський кадетський корпус (1899) у званні віце-унтер-офіцера. У 1902 році закінчив Михайлівське артилерійське училище, пізніше — Академію Генерального штабу. Полковник Лейб-гвардії кінної артилерії. Начальник штабу Гвардійської стрілецької дивізії.
Вступив в Добровольчу армію (згодом — до лав Збройних сил Півдня Росії). З березня 1919 року — командир дивізіону Кримського кінного полку. Потім командир Зведено-драгунського полку, який був створений для захоплення Одеси. Командував десантом, який звільнив Одесу від більшовиків у серпні 1919 р. Після утворення групи військ ЗСПР Новоросійської області був призначений начальником Дністровського загону ЗСПР. В Російській армії Врангеля — з травня 1920 року: командир 2-го тубільного кінного полку, з липня 1920 року — начальник штабу інспектора кінноти. Після Кримської евакуації опинився на острові Лемнос. З 1921 року — начальник штабу Кубанського корпусу. У тому ж році отримав звання генерал-майора.
В еміграції проживав у Франції з 1934 року. До 1938 року переїхав до Польщі. Був головою «Об'єднання Лейб-гвардії Кінної артилерії». Помер в Польщі в 1941 році (за іншими джерелами в 1943 році). Похований на мусульманському кладовищі.